# Дорінг
Дорінг (пом. бл. 1384) — львівський будівничий. Споруджував вірменський кафедральний собор (1356–1363) і мурований собор святого Юра (1363–1384, попередник нинішнього барокового).
Точне написання імені не встановлено. Зустрічаються варіанти Dare, Dore, Dorhi, Dorchi, Dorc. У міській актовій книзі 1382–1389 років він зафіксований як Doringus murator. Існують різні версії щодо походження будівничого. За однією з них, Дорінг міг бути італійцем із Генуї. Разом із львівськими вірменами, міг потрапити до Львова через генуезьку колонію в Кафі (нині Феодосія). Можливо навіть був уродженцем тих місць. На користь цієї версії свідчить його ознайомленість із зодчеством італійським, вірменським і візантійським (усі три поширені на той час у Криму). На користь можливого вірменського походження вказує те, що ще в XIX ст. серед феодосійських вірмен траплялись прізвища Дорц і Дорхі. За версією Владислава Лозинського Дорінг був німецького (сілезького) походження, як більшість тодішніх львівських будівничих.
Біографічних відомостей збереглося вкрай мало. Відомо, що в 1383 році продав свій дім у Львові по сусідству з війтом Григорієм Штехером і Петром Чапичем та придбав інший у Генрика Клемме на півкуріальній ділянці. У жовтні наступного року частину майна уже покійного будівничого виставлено на продаж. Факт, що продавали лише частину, може свідчити про те, що будівничий був одружений і частину майна успадкувала вдова.
Авторство Дорінга при спорудженні церкви святого Юра заперечував польський дослідник Тадеуш Маньковський, хоч не виключав участь цього будівничого у спорудженні. Згідно з його висновками справжнім автором міг бути італієць Дорхі або Доркі, якого він не ототожнює з Дорінгом. Маньковський заперечував також архітектурну спорідненість із вірменським собором (твердження Бартоломея Зиморовича). Згодом львівський історик Володимир Вуйцик, на базі віднайденого іконографічного матеріалу також спростовував цю спорідненість. Історик Володимир Александрович припустив, що причиною помилкового твердження Зиморовича справді була подібність храмів, але в тих частинах, що були перебудовані пізніше.